# Fita Cartoixana I
La Fita Cartoixana I es troba al Parc de la Serralada Litoral, concretament a Martorelles (el Vallès Oriental).

## Descripció
És una antiga fita de pedra, probablement de les emprades per delimitar les finques de la Cartoixa de Montalegre. Les propietats dels cartoixans s'estenien des de La Conreria fins a pràcticament el Coll de Parpers. Aquestes fites normalment tenen esculpits motius religiosos al davant i, en alguns casos, també hi ha gravats al darrere. Els elements més comuns són la creu i dos xiprers (símbol de la immortalitat).
N'hi ha força fites cartoixanes escampades per tota la Serralada Litoral, encara que moltes són simples paral·lelepípedes de pedra sense cap atractiu especial. La Fita Cartoixana I té a la part anterior la típica creu i els dos xiprers. A la part posterior hi ha uns angles dels quals desconeixem el significat exacte. Una teoria és que tal vegada tenen a veure amb el cens que havien de cobrar els cartoixans, prestacions agràries o drets dominicals, com el tempteig.

## Accés
És ubicada a Martorelles: a peu de pista, a la mateixa banda que el Dolmen de Can Gurri i uns 80 metres al nord. Les reduïdes dimensions i el seu color grisenc la poden fer passar desapercebuda. Coordenades: x=440020 y=4596621 z=396.